# Le Jour des fourmis
Pour les articles homonymes, voir Les Fourmis.
Le Jour des fourmis est un roman de Bernard Werber qui fait suite au roman Les Fourmis. Publié en 1992, il reprend la construction en deux fils narratifs qui avait fait le succès du premier volume. Les extraits de L'Encyclopédie du savoir relatif et absolu proviennent désormais du deuxième volume du testament d'Edmond Wells.

## Synopsis

### Chez les fourmis
La princesse 56e, sous le nom de Chli-pou-ni, est désormais reine de Bel-o-kan. Elle décide de créer un « mouvement évolutionnaire » au sein de sa fourmilière. Pour cela, elle crée notamment une bibliothèque chimique, dans laquelle sont placés des œufs contenant des phéromones mémoires regroupant les connaissances des belokanniennes. Grâce à l'expédition menée dans le précédent volume par 103683e, la reine sait désormais qu'il existe « au bord oriental du monde » des « Doigts » et qu'ils sont responsables des disparitions des expéditions de chasse et d'une cité termite ainsi que de l'incendie de la cité plusieurs mois auparavant. Pour lutter contre les Doigts, la reine décide de lancer une grande croisade contre eux.
De son côté, 103683e tombe par hasard sur la tête d'une fourmi décapitée qui lui apprend, en dépit de son état, l'existence de fourmis rebelles s'opposant à la croisade de la reine. Celles-ci sont en réalité des fourmis pro-doigts, dont certaines sont déistes, c'est-à-dire qu'elles considèrent les Doigts comme leurs dieux. La notion de religion étant jusqu'alors étrangère aux fourmis, 103683e reste sceptique sur le supposé statut des Doigts. Les fourmis ont été converties par l'intermédiaire du docteur Livingstone, l'appareil qui permet aux habitants de la cave d'Edmond Wells de communiquer avec les fourmis. En effet, Nicolas, la personne la plus jeune enfermée sous la fourmilière, leur fait croire que les Doigts sont les dieux des fourmis.

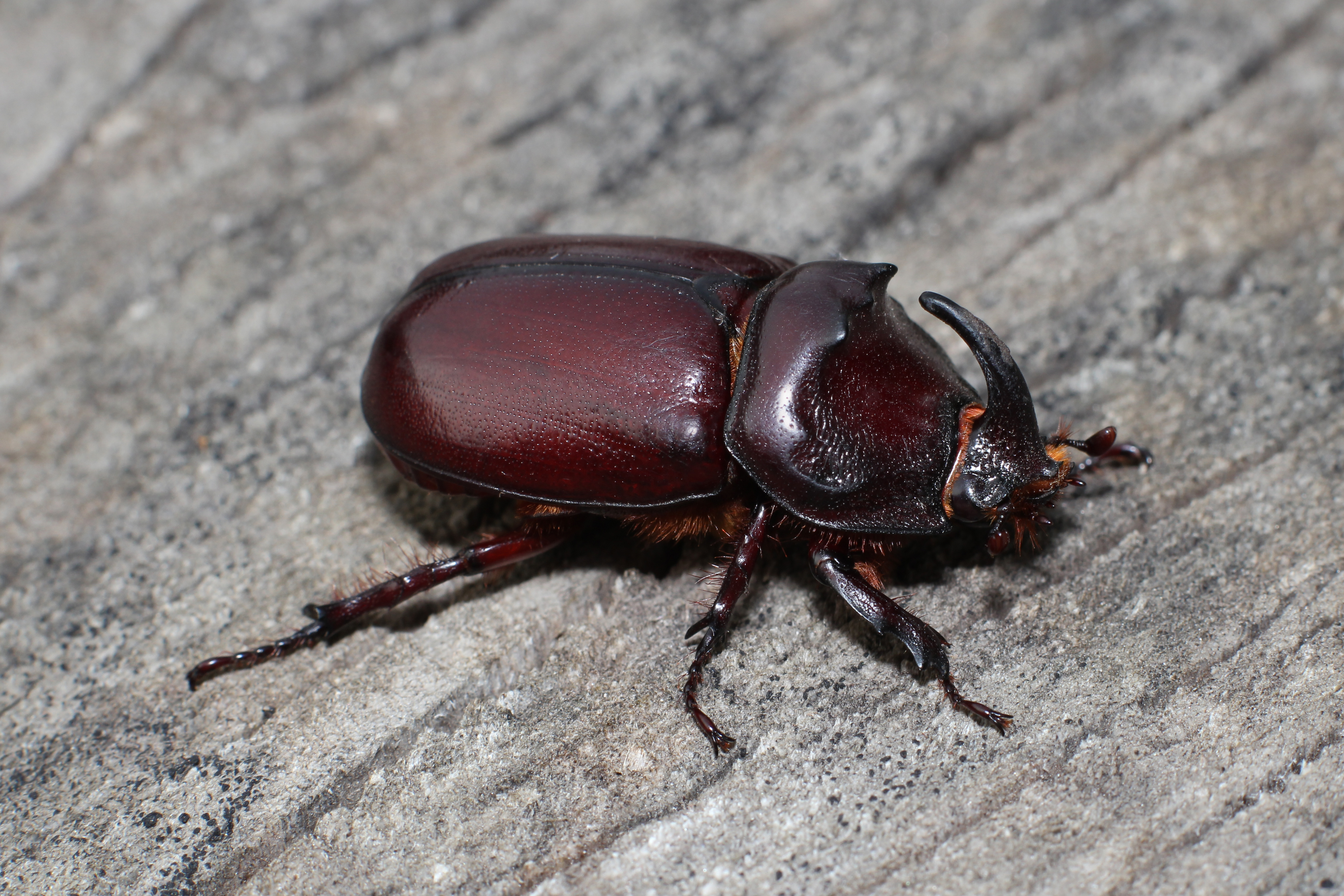
Un scarabée rhinocéros

Parallèlement, Chli-pou-ni demande à 103683e de bien vouloir diriger sa croisade contre les Doigts, qu'elle estime à quatre troupeaux, soit vingt Doigts. La reine prévoit quatre-vingt mille soldates pour sa mission, mais, à la suite d'une inondation subite de la fourmilière, elles ne sont plus que trois mille, aidées par d'autres insectes comme le scarabée rhinocéros. 103683e accepte sa mission et se fait accompagner par 23e et 24e, des fourmis déistes. 24e porte un cocon à papillon, élément clé de la mystérieuse « mission Mercure » confiée à sa charge par le docteur Livingstone.
Sur leur route, les fourmis s'aperçoivent que la cité fourmilière de Giou-li-aikan a disparu par la faute des Doigts. Elles se font attaquer par un pic noir, que 103683e parvient à vaincre. Grâce à cet exploit, les autres fourmis décident de surnommer 103683e 103e. Elles croisent par hasard des Doigts qui pique-niquent, le préfet Dupeyron et sa famille. C'est une hécatombe côté fourmis, leur acide formique est inefficace contre les humains et les pinces de leurs mandibules les laissent insensibles. 103e tente le tout pour le tout et injecte au fils Dupeyron du venin d'abeille. Celui-ci est allergique, s'effondre et les humains s'en vont rapidement. Les fourmis voient alors dans le venin d'abeille un moyen pour vaincre les Doigts. Elles décident de s'en procurer en grande quantité et partent en direction d'Askoleïn, la Ruche d'or. La déiste 23e s'éclipse de l'expédition et part dissuader la reine des abeilles d'approvisionner les fourmis en venin. Avant que celle-ci n'ait pu statuer sur sa décision, la croisade arrive à proximité de la ruche. Fourmis et abeilles se lancent alors dans une grande bataille d'où les myrmécéennes ressortent triomphantes. Elles repartent avec leur réserve de venin, accompagnées de quelques abeilles.

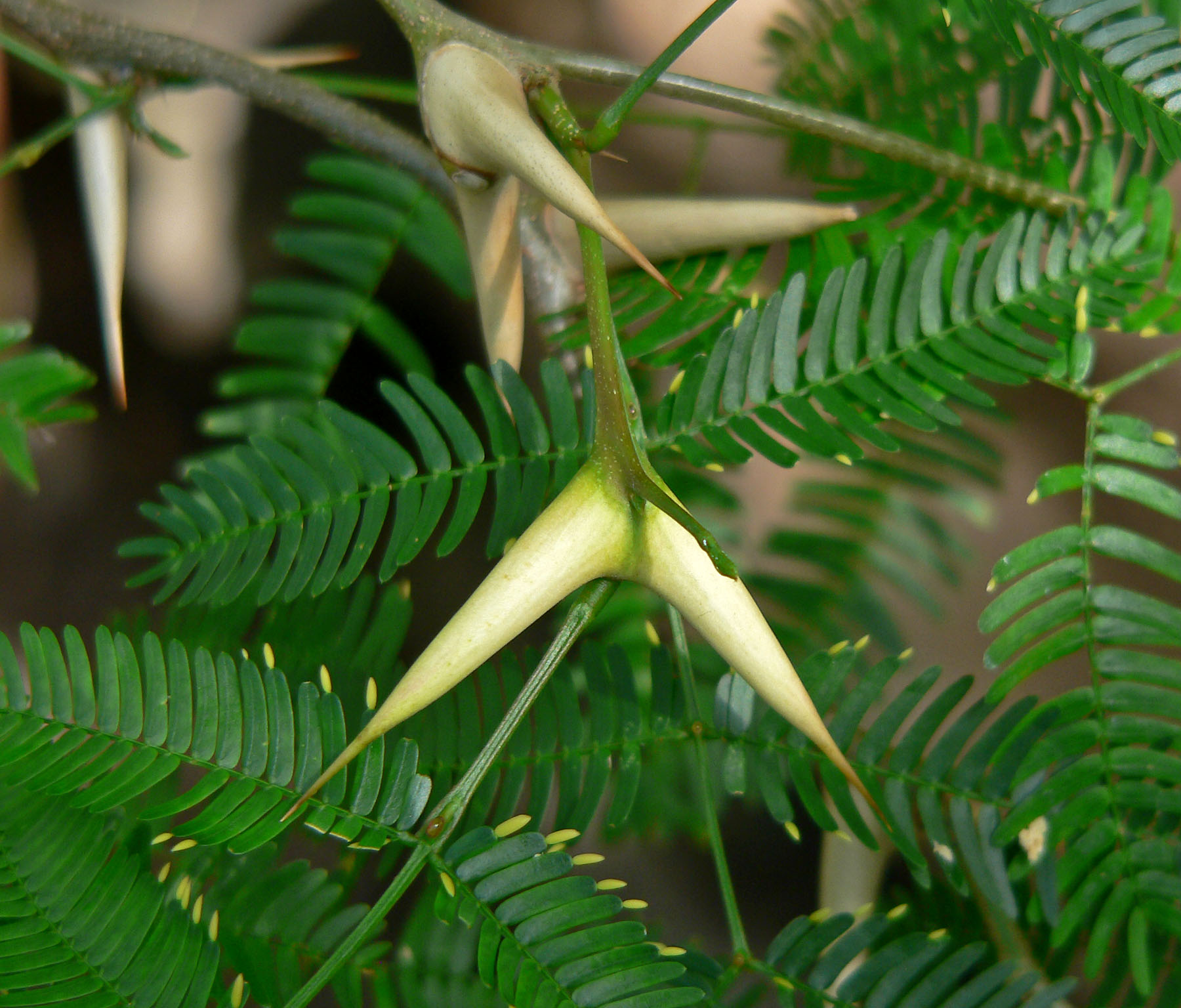
Détail d'un Acacia cornigera

En chemin vers le monde des Doigts, les fourmis forment une alliance avec les termites qui les rejoignent dans leur croisade. Elles passent également par une île où se situe un unique Acacia cornigera. Les insectes décident d'y faire une halte pour prendre des forces avant l'assaut final. Au moment de partir, 24e choisit de rester sur l'île et fonde la Communauté libre du cornigera. Elle est rejointe par d'autres insectes las de la croisade. Avant de repartir en guerre, 103e prend le cocon indispensable à la mission Mercure. La croisade arrive finalement chez les Doigts et décide d'attaquer un bureau de poste. De nombreux insectes rampants se font tuer, écrasés par les pieds des humains. Les volants percutent les vitres et meurent sur le coup. Les derniers se noient dans l'eau savonneuse du camion municipal chargé de nettoyer le trottoir.
103e, 23e et la fourmi 9e sont les seules rescapées de cette hécatombe. 9e, curieuse de savoir ce que contient le cocon que transporte 103e, la provoque en duel. Elle se fait décapiter par 103e qui décide de se séparer de 23e. Celle-ci souhaite découvrir le monde des Doigts, tandis que 103e veut plutôt investir un nid de Doigts, c'est-à-dire un appartement. Au fil de ses pérégrinations, elle rencontre des blattes, qui lui révèlent que les Doigts sont en réalité leurs esclaves. En effet, elles sont nourries chaque jour par les déchets des humains, qu'elles considèrent comme des offrandes. Elles lui font également passer « l'épreuve sublime », c'est-à-dire que 103e doit se battre contre une autre fourmi, qui s'avère n'être en réalité que le reflet de sa propre personne. 103e refuse de se battre contre une fourmi rousse semblable à elle et les blattes lui révèlent la supercherie. 103e s'est acceptée elle-même, elle a remporté l'épreuve, les blattes lui désignent l'emplacement d'un nid de Doigts. La plupart ne cherchent qu'à la tuer. Elle part à la recherche de « Doigts gentils ». C'est ainsi qu'elle tombe par hasard chez Laetitia Wells.

### Chez les humains
Un meurtre des plus étranges se déroule à Fontainebleau : les frères Salta, d'éminents chimistes, sont retrouvés morts. Le commissaire Jacques Méliès est envoyé par le préfet Dupeyron pour enquêter sur cette affaire. Le policier pense d'abord à un double meurtre de la part d'un des frères Salta suivi d'un suicide de ce dernier. Laetitia Wells, jeune journaliste, réfute cette thèse et critique durement le policier dans son journal. Celle-ci est en réalité la fille d'Edmond Wells, l'auteur de l'Encyclopédie du Savoir Relatif et Absolu et est elle aussi passionnée par les fourmis. Elle possède une fourmilière, la cité de Giou-li-aikan, qu'elle a déterrée dans la forêt de Fontainebleau. Piqué au vif, le commissaire Méliès décide de rouvrir l'enquête.
Caroline Nogard, également chimiste, est retrouvée morte dans les mêmes conditions que les frères Salta, c'est-à-dire avec un visage déformé par la peur et sans aucune trace de méfait. Le point commun de toutes ces victimes est leur appartenance à la Compagnie de chimie générale. Le policier décide d'enquêter dans cette entreprise mais la journaliste est déjà passée prendre les éléments les plus intéressants. Méliès s'invite chez elle, et ils regardent ensemble l'émission « Piège à réflexion », un jeu télévisé dans laquelle une championne, Madame Ramirez, se doit de résoudre de nombreuses énigmes, et prennent connaissance des éléments de l'enquête. Plus tard, un nouveau meurtre est commis. La personne en question était en train de développer un puissant insecticide, et, dans son dernier souffle, a écrit le mot fourmis avec son sang. Deux nouveaux assassinats ont lieu et le médecin légiste découvre que les morts sont causées par de minuscules entailles créées à l'intérieur du corps des victimes. Méliés suspecte un défenseur des insectes de manipuler des fourmis afin que celles-ci puissent tuer des personnes. Il est alors attaqué en pleine nuit par des centaines de fourmis et est conforté dans son hypothèse. Il décide d'arrêter Laetitia Wells qu'il tient pour responsable.

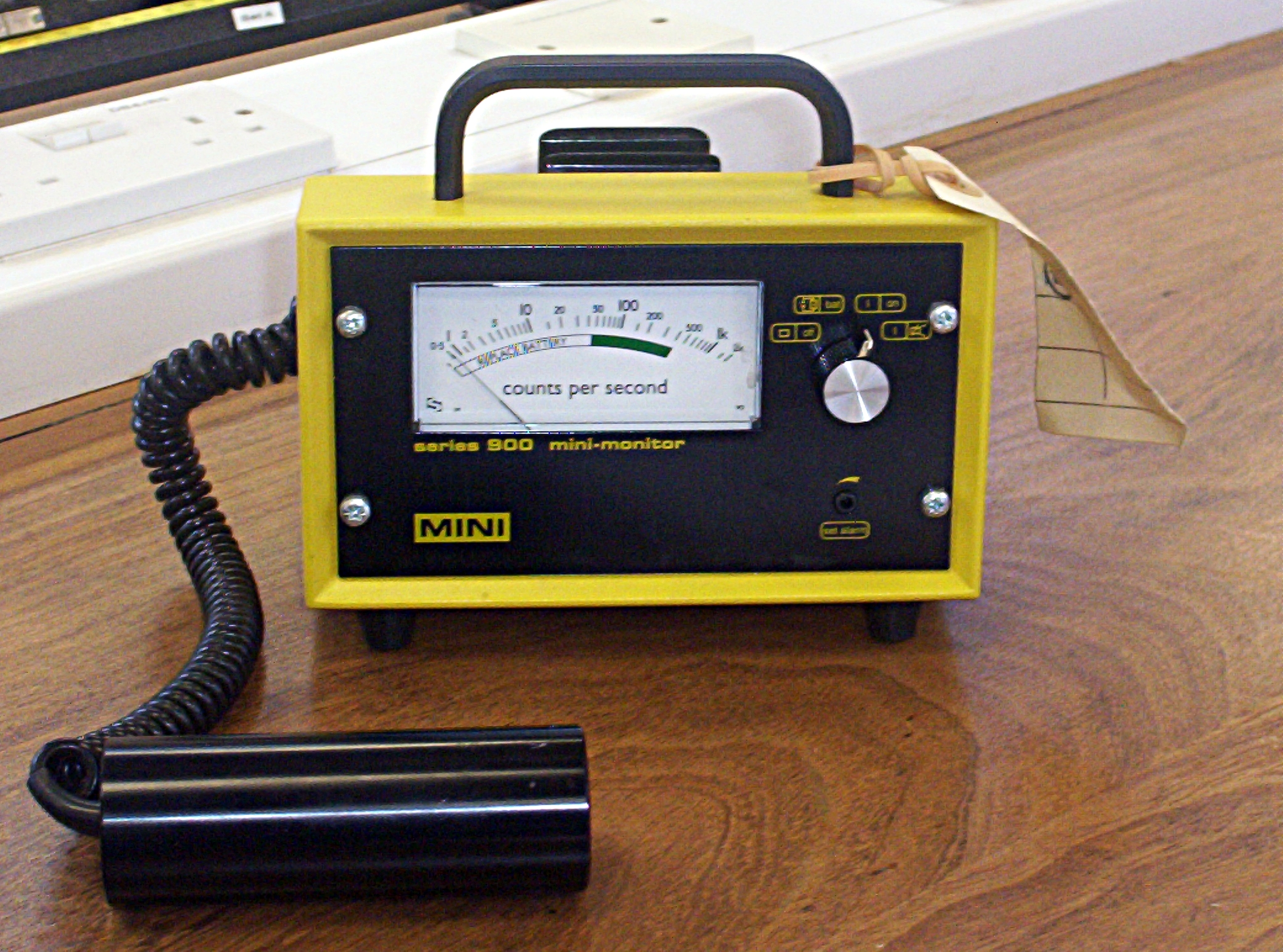
Un compteur Geiger

Cependant, un nouveau meurtre est commis, ce qui disculpe la journaliste. Sortie de garde à vue, la jeune femme décide de s'allier avec le policier afin de démasquer l'assassin. Ils font paraître un article dans le journal, annonçant la venue d'un éminent chimiste spécialisé dans les insecticides et précisant dans quel hôtel ce personnage fictif descend. Le soir, les fourmis viennent dans la chambre d'hôtel où elles tentent d'assassiner le mannequin du pseudo chimiste. Cependant, Laetitia Wells et Méliès l'avaient enduit de quelques gouttes de produits radioactifs et, tandis que les fourmis s'échappent par la tuyauterie de la chambre, ils les suivent grâce à un compteur Geiger. Ils parviennent à un magasin de jouets, où habitent Arthur et Juliette Ramirez, la championne de l'émission « Piège à réflexion ».
Arthur Ramirez s'est fait livrer par erreur le deuxième volume de l'Encyclopédie du savoir relatif et absolu d'Edmond Wells, alors que celui-ci était destiné à Laetitia. Arthur, très habile de ses doigts, a réussi à fabriquer une machine à partir d'un plan trouvé dans l'encyclopédie. Celle-ci, appelée la « pierre de Rosette », permet de parler à des fourmis en interagissant avec des phéromones artificielles. Il a également conçu de minuscules fourmis robots, celles qui ont tué les scientifiques, afin d'empêcher la création de « Babel », un puissant insecticide destiné à éradiquer les fourmis de la planète. Les énigmes auxquelles répond Madame Ramirez dans le jeu télévisé proviennent toutes de l'encyclopédie d'Edmond Wells, ainsi son mari parvient à financer le développement de ces petits robots.
Madame Ramirez capture Méliès et Laetitia, puis les ligote avec des fils électriques pour les tuer, mais Arthur Ramirez l'en empêche. Le policier et la journaliste décident de ne pas arrêter Arthur et Juliette Ramirez. Laetita Wells invite Méliès chez elle, et ils passent la nuit ensemble. Elle aperçoit soudain une fourmi sur son lit : 103e.

### Contact entre les deux univers
103e délivre le cocon de la mission Mercure à la journaliste. Il contient un minuscule morceau de papier sur lequel est inscrit un S.O.S écrit par Jonathan Wells, enfermé avec seize autres personnes sous une fourmilière. Il s'agit en fait des personnages du tome précédent, Les Fourmis. Afin de les secourir, les deux humains ont besoin de connaître précisément l'emplacement de cette fourmilière et pour cela, ils décident de communiquer directement avec 103e par le biais de la pierre de Rosette d'Arthur Ramirez. 103e consent à leur indiquer la route, seulement, elle veut en apprendre plus sur le mode de vie des Doigts. Pour cela, Arthur Ramirez lui construit un petit poste de télévision, qu'elle regarde pendant plusieurs jours. Finalement, la fourmi pose un regard assez dur sur les humains, qu'elle juge vénaux et prédisposés au meurtre. Mais elle salue l'altruisme de certains Doigts et se montre intéressée par l'art, l'humour et l'amour. Elle consent alors à aider les humains et les guide jusqu'à Bel-o-kan. Jonathan Wells, sa famille, les pompiers, les policiers, Jason Bragel et le professeur Rosenfield, qui mouraient de faim dans leur cave sont alors délivrés.

## Commentaires
Bernard Werber, dans sa biographie, précise : « Je n'avais pas prévu de faire une suite, mais j'étais énervé que l'on me fasse passer pour un spécialiste des fourmis. Mon propos était de parler de l'humanité et non des insectes. Donc j'utilise la même vitrine pour tenir un discours totalement différent. Dans Le Jour des fourmis, j'appuie à fond sur l'aspect polar et réflexion philosophique. ». Il avoue également l'avoir écrit « parce que j'avais l'impression que personne n'avait compris tous les sous-entendus du premier. C'était une manière de mettre les points sur les i. Je me suis un peu plus laissé aller et j'ai soigné l'aspect spectaculaire. »
De nombreuses références mythologiques et religieuses sont disséminées au cours du roman. Ainsi, la mission Mercure porte ce nom car son but est de transmettre un message des fourmis aux Doigts, ce qui rappelle le rôle de messager du dieu romain. L'insecticide, Babel, est une référence à la tour de Babel, dans ce livre où le point d'orgue est évidemment la communication entre les humains et 103e. Il peut être également une référence au fait que l'insecticide en question empêche toute communication entre les fourmis, les tuant par impossibilité de recevoir et d’émettre des informations sur sa fourmilière, sa reine, etc. Un clin d’œil, à la tour de Babel, dont la construction n'a pas pu être finie à cause des différentes langues, celle-ci empêchant les constructeurs de se comprendre.
L'objet servant de relais entre Bel-o-kan avec les humains de la cave se prénomme le docteur Livingstone, patronyme directement inspiré de l'explorateur écossais David Livingstone. Par ailleurs, une des premières phrases prononcées par 103e lors de son contact avec les Doigts est « Docteur Livingstone, je présume ? », célèbre citation attribuée à Henry Morton Stanley lorsqu'il trouva l'explorateur malade au bord du lac Tanganyika.